# Губер, Вольф
Вольф Губер, Вольфганг Хубер (нем. Wolfgang Huber; ок. 1485, Фельдкирх, Австрия —1553, Пассау, Бавария) — австрийский и немецкий художник, представитель Северного Возрождения. Мастер пейзажа Дунайской школы, рисовальщик, живописец, архитектор и гравёр по дереву.

## Биография
О жизни художника известно мало. Вероятно, он был сыном мастера-печатника Амброзиуса Хубера, работавшего в Нюрнберге в 1504—1514 годах и родственником Ханса Хубера. Начинал также печатником. Первые упоминания его имени относятся к 1509 году. Он много путешествовал. Маршруты его странствий можно восстановить по рисункам: озеро Мондзее (1510), Гамбург (1513), Урфар, близ Линца (1514). В 1515 году Вольфганг Хубер упоминается как житель Пассау в Баварии.
После переезда в Пассау Хубер в 1517 году стал придворным художником герцога Баварии Эрнста, который управлял местной епархией до 1540 года. В 1520-х гг. предпринял поездку в Вену. В 1529 году местный дворянин, граф Никлас II фон Зальм-Нойбург, поручил ему восстановить дворец Нойберг на реке Инн. Хубер, вероятно, также создал рельефы на могиле отца графа, Никласа I фон Зальма, которая сейчас находится в Вотивкирхе в Вене. За свою работу Хубер был награжден пенсионом и поместьем Нойфельс. Художник скончался в своей усадьбе в Пассау в 1553 году.

## Творчество
Хубер известен как художник, создавший множество превосходных пейзажных рисунков пером. Эти композиции представляют собой самоценные произведения, что было необычно для искусства того времени. В его последующих живописных произведениях на религиозные темы, а также в портретах, также большую роль играет пейзажный фон.
Живописный и графический стиль художника сложился под влиянием Альбрехта Дюрера, Альбрехта Альтдорфера, а также произведений итальянских мастеров. «Хубер — второй после Альтдорфера, крупнейший представитель дунайской школы, в творчестве которого пейзаж занимал ведущее место».
Помимо рисунков и десяти цветных гравюр сохранилось около тридцати картин, авторство которых приписывается Хуберу. Мастер также участвовал в больших работах Альбрехта Дюрера по заказам императора Максимилиана I, среди которых выделяется Триумфальная арка императора Максимилиана I.
Главной же работой Хубера считается алтарь Святой Анны, который художник выполнил для церкви своего родного Фельдкирха (1515—1521), он был разобран на несколько частей и в настоящее время хранится в разных музеях.
Из портретов наибольший интерес представляет написанный им в 1540-х годах портрет гуманиста Якоба Циглера (в собрании венского Музея истории искусств). Ученый изображён крупным планом, строго в фас, на фоне несколько странного, мистического пейзажа.

## Галерея

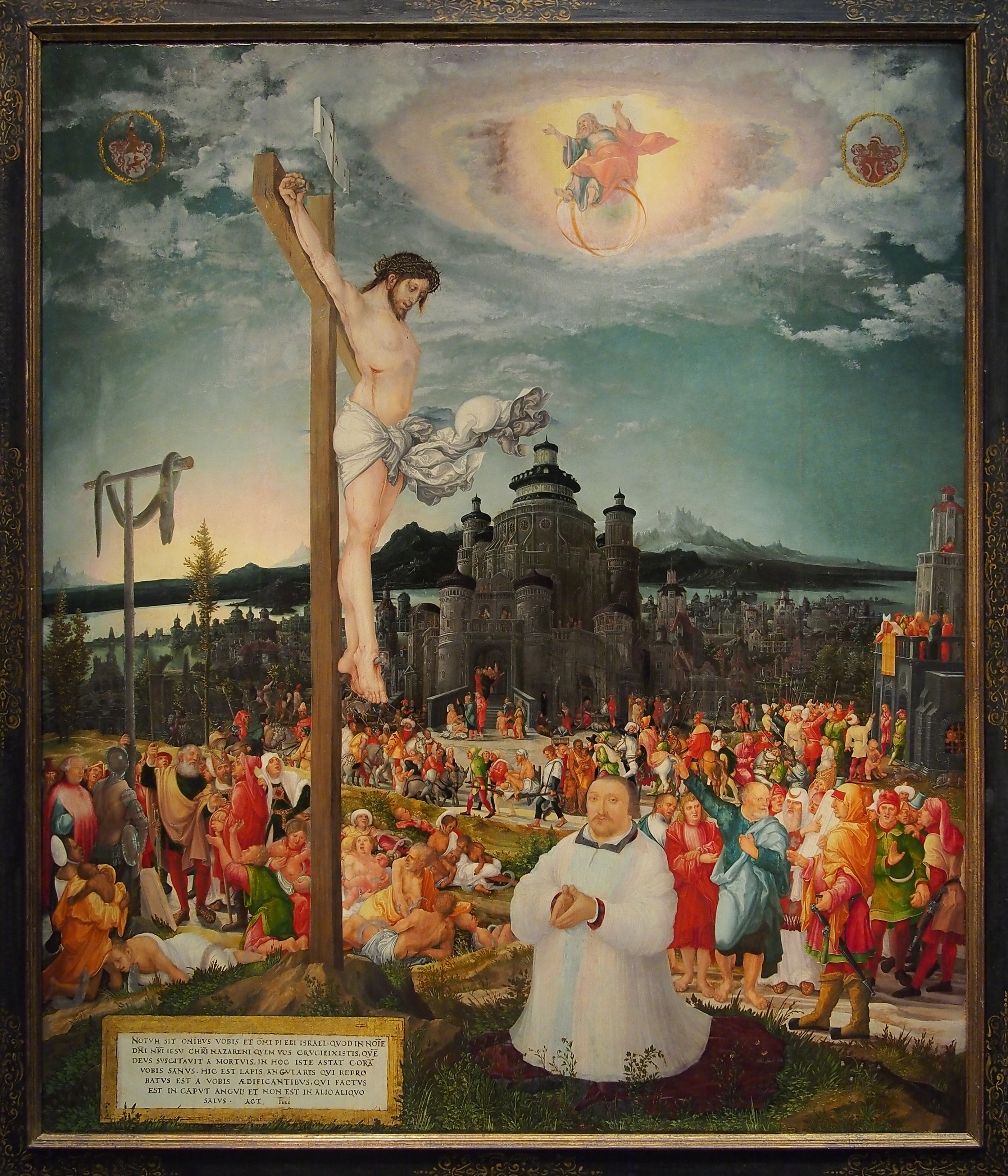
Aллегория Спасения. После 1543 г. Музей истории искусств, Вена
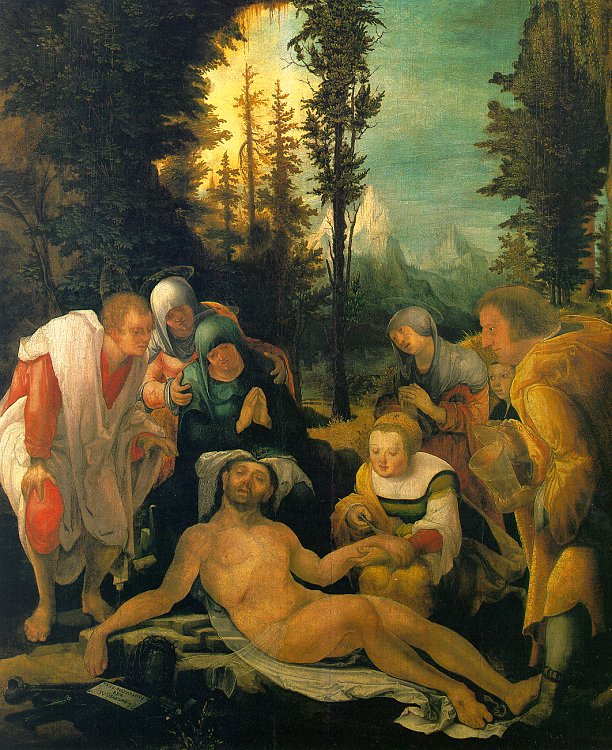
Оплакивание Христа. 1524. Лувр, Париж
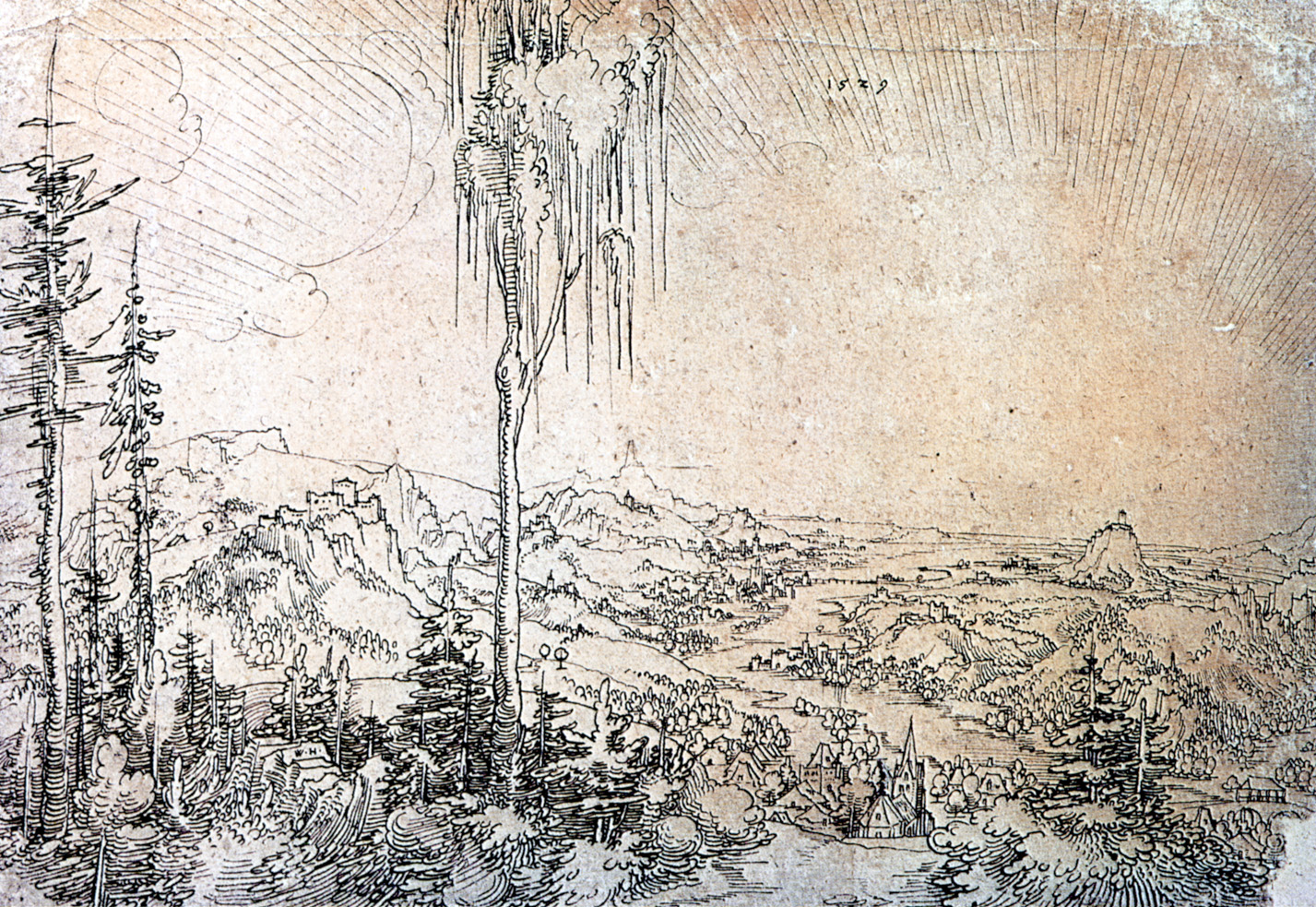
Ландшафт Дуная около Кремса. 1529. Графическое собрание, Берлин
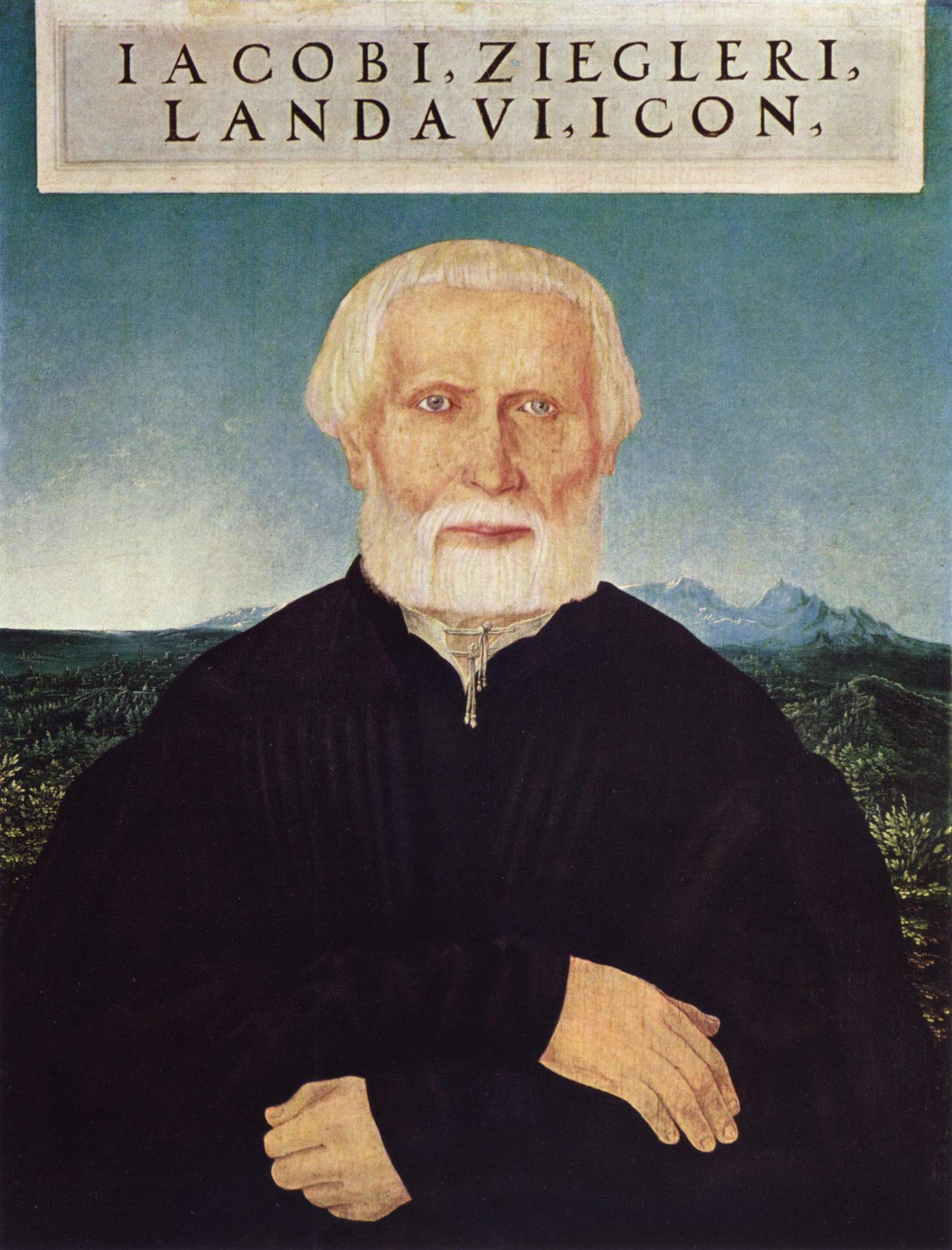
Портрет Якоба Циглера. 1540-е гг. Музей истории искусств, Вена
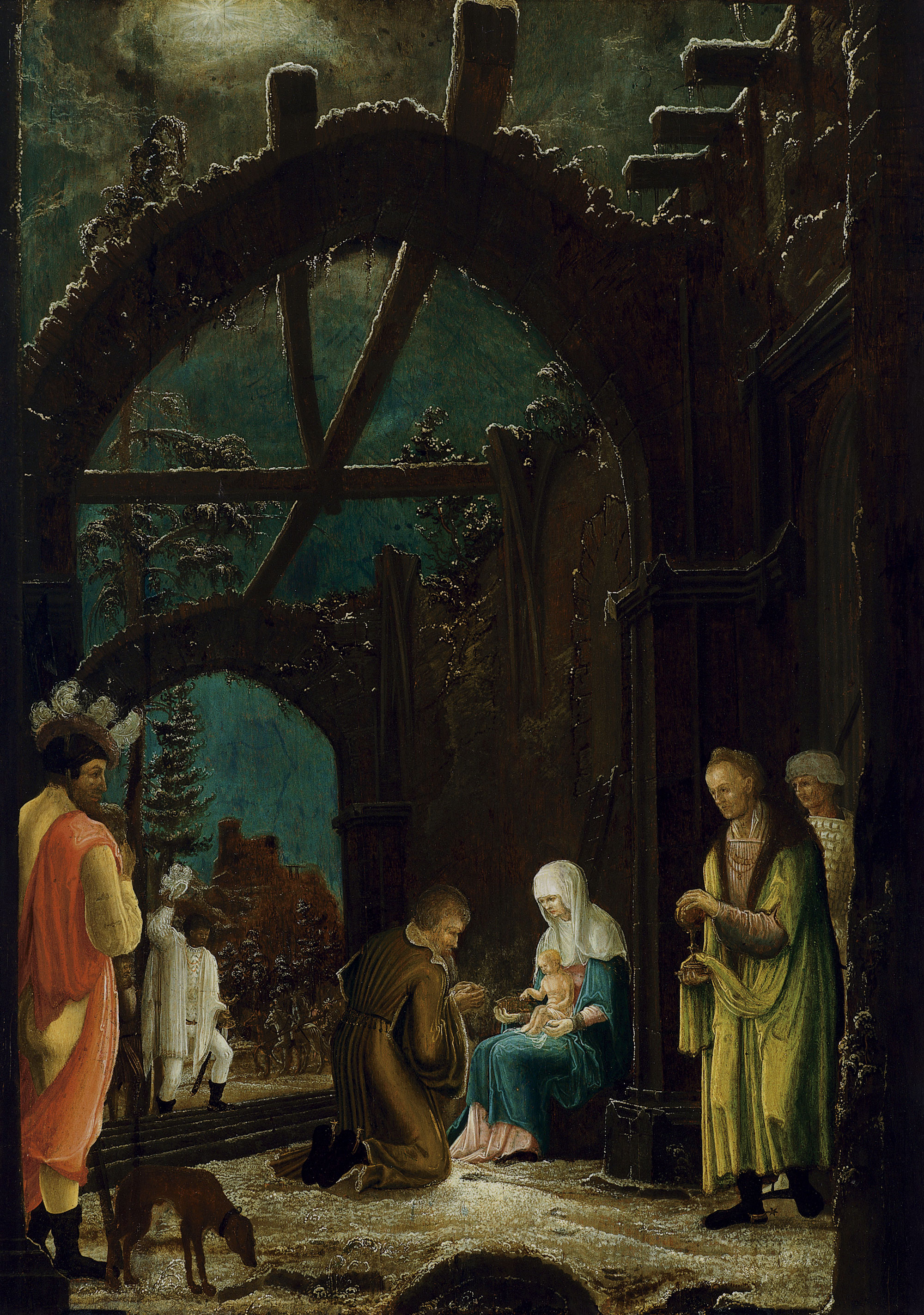
Поклонение волхвов. Ок. 1520. Собрание Тиссен-Борнемиса
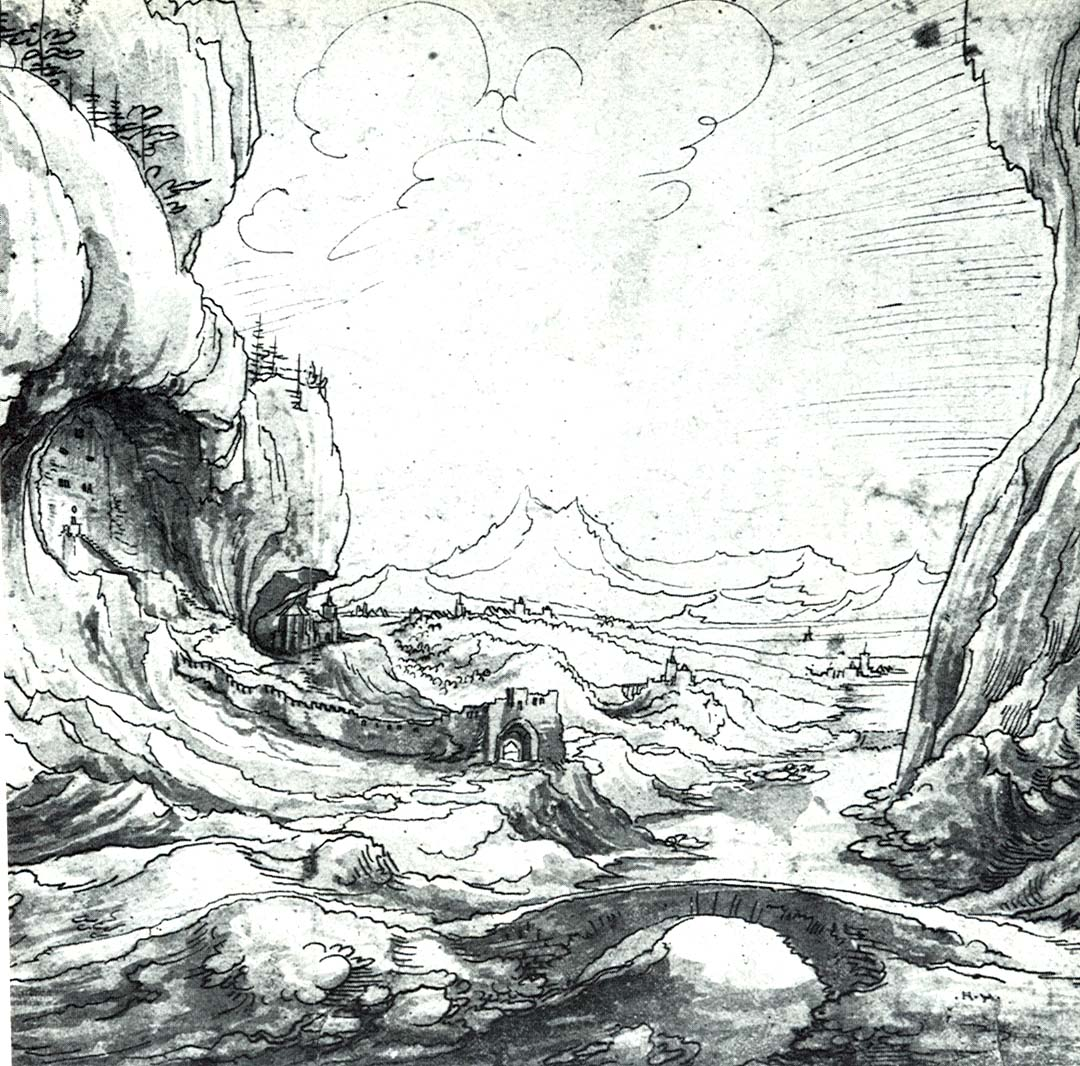
Последняя стена у Фракштайна. 1552. Тушь, перо, кисть

## История некоторых произведений
У исследователей нет единого мнения на предмет авторства отдельных работ, приписываемых Губеру. Так, «Поклонение Волхвов» (ок. 1512—1520, в собрании барона Тиссен-Борнемиса) одними относится к Губеру, другие полагают, что это работа неизвестного художника, знакомого с ним. Ранее же эту работу относили к творчеству Альтдорфера.